# Narra
Narra est une ville de 1re classe de la province de Palawan aux Philippines. Selon le recensement de 2015 elle compte 73 212 habitants.

## Barangays
Narra est divisée en 23 barangays.
- Antipuluan
- Aramaywan
- Batang-Batang
- Bato-Bato
- Burirao
- Caguisan
- Calategas
- Dumagueña
- Elvita
- Estrella Village
- Ipilan
- Malatgao
- Malinao
- Narra
- Panacan
- Panacan 2
- Princess Urduja
- Sandoval
- Tacras
- Taritien
- Teresa
- Tinagong Dagat
- Bagong Sikat

## Démographie
| Année | Habitants | Évolution |
| ----- | --------- | --------- |
| 1970  | 18 549    | -         |
| 1975  | 25 256    | 6,39 %    |
| 1980  | 30 099    | 3,57 %    |
| 1990  | 41 326    | 3,22 %    |
| 1995  | 48 339    | 2,98 %    |
| 2000  | 56 845    | 3,54 %    |
| 2007  | 62 525    | 1,32 %    |
| 2010  | 65 264    | 1,57 %    |
| 2015  | 73 212    | 2,21 %    |